# Egoisme psicològic

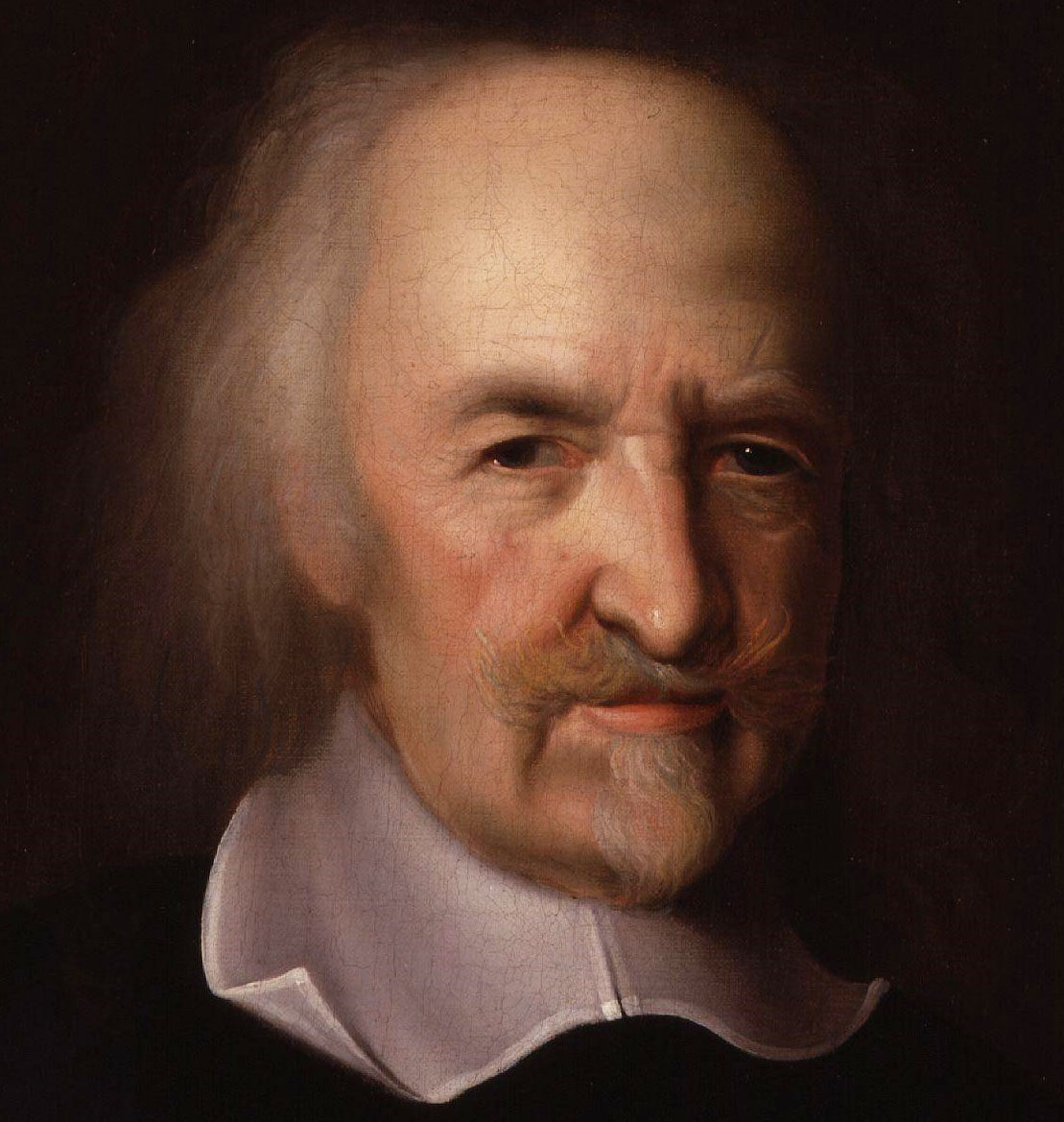
Thomas Hobbes, filòsof del que se centrà en aquesta doctrina.

L'egoisme psicològic és una doctrina filosòfica que defensa que, en el fons, els humans actuem motivats pel nostre propi interès, fins i tot en el que semblen actes d'altruisme, que l'únic que ens preocupa és el nostre propi benefici i que, per tant, els actes d'altruisme pur no existeixen. Es diferencia de l'egoisme ètic en el fet que, mentre que aquesta última doctrina defensa que els humans tenim el deure ètic de preocupar-nos només per nosaltres mateixos, l'egoisme psicològic és una descripció empírica de com som per naturalesa.

## Descripicó
L'egoisme psicològic, a diferència de l'egoisme ètic, és una descripció de com els humans som i actuem. Defensa que, encara que nosaltres no ens n'adonem, tots els nostres actes els fem per interès propi, i que per aquesta raó, els actes d'altruisme són inexistents. Per tant, l'egoisme psicològic descriu la naturalesa humana. Un exemple que s'utilitza per explicar l'egoisme psicològic és el següent: ens imaginem que una persona hipotètica 1 salva d'un incendi a una persona hipotètica 2. Seria lògic pensar que l'acte de la persona hipotètica 1 és un acte d'altruisme, però l'egoista psicològic defensa que, en realitat, la persona hipotètica 1 estava buscant el seu propi benefici. Podria ser pel simple fet de sentir-se com un heroi després de fer-ho, o per evitar ser rebutjada socialment si no ho hagués fet. Per aquesta raó, la persona hipotètica 1, en realitat, estava pensant en el seu interès, i no en fer un acte d'altruisme pur. Els egoistes psicològics defensen que, encara que nosaltres ens pensem que estem sent altruistes, per exemple, ajudant una persona, ho fem amb la finalitat d'obtenir un benefici propi, que pot ser directe o indirecte. Podríem estar esperant que la persona que hàgim ajudat ens ajudi a nosaltres en el futur, per obtenir respecte de l'altra persona, sentir-nos superiors o, en el cas religiós, obtenir una recompensa divina després de la mort.
Una altra manera de descriure l'egoisme psicològic seria pensar en que tots els nostres desitjos ens involucren a nosaltres.

## Història
Es creu que l'egoisme psicològic va ser mencionat per primer cop per Aristòtil, però el filòsof que més es va centrar en aquesta doctrina fou l'anglès Thomas Hobbes (1588-1679). Hobbes, que vivia amb el seu país en plena guerra civil, deia que els humans ens inclinem a la guerra de tots contra tots, que som dolents per naturalesa i que, per tant, som egoistes. Hobbes va descriure aquest comportament humà en la seva obra més famosa, Leviathan. Un altre personatge que va descriure aquesta doctrina va ser Jeremy Bentham (1748-1832). Bentham descrivia una forma concreta de l'egoisme psicològic: l'hedonisme psicològic. La tesi que defensa aquesta doctrina és simple: busquem el plaer i evitem el dolor.